# Замок делла-Манта
Замок делла-Манта (італ. Castello della Manta) — замок XII-XV століть, розташований на півдні П'ємонту, Італія. Входить до переліку музейних споруд італійської культурної ініціативи «Відкриті замки» (італ. Castelli Aperti) Південного П'ємонту.

## Історія
Замок делла-Манта розташований поблизу міста Салуццо, провінції Кунео на півдні П'ємонту, Італія. Його було споруджено в ХІІ столітті за типовим проєктом, на однойменній горі Манта, звідки він і отримав свою назву. Згодом оригінальну будівлю фортеці оборонного типу реконструйовано у садибу, і на початку XV століття середньовічний замок став резиденцією знатної родини Салуццо (італ. Saluzzo della Manta) — однієї з гілок відомого феодального роду франкського походження Алерамічі (італ. Aleramici). Особливо значними були добудови нових корпусів на зламі XIV і XV століть. З того періоду без перебудов і суттєвих пошкоджень лишилися замкова кухня і каплиця, так звана Баронська зала, прикрашена неушкодженим ансамблем фресок доби пізньої готики. Фасади нових добудов мають невибагливий вигляд, без рис палацових споруд XV-XVII століть. Замковий комплекс Манта складається з ряду будівель, які починалися з фортеці 13 століття; перетворившись на аристократичну резиденцію в 1500-х роках, доповнену елегантним залом «Гротеск» і галереєю, наповненою фресками, що розповідають про життя та часи як аристократів, так і сільського життя. 
Після Салуццо, наприкінці XVIII століття, право на володіння замком перейшло до сім'ї Радикаті (італ. Radicati), пізніше до сім'ї Прована (італ. Provana) і, нарешті, до родини де Редже Тезауро (італ. de Rege Thesauro). У минулому замок був частиною мережі фортифікаційних споруд Південного П'ємонту, яка у XX столітті стала мережею «Відкритих замків». 
Мережу «Відкритих замків» обслуговує Фонд навколишнього середовища Італії (італ. Fondo Ambiente Italiano, FAI), який займається охороною і збереженням художньої спадщини, і якому у 1984 році графиня Елізабетта де Редже Тезауро ді Донато Прована дель Саббіоне передала цей замок.
Метою Фонду навколишнього середовища Італії є популяризація маловідомих замків шляхом екскурсійної принадності — зробивши замкові музейні споруди доступними для відвідування, збір коштів з них спрямовують на консервацію та реставрацію.

## Майстер замку Манта
Загадковою є особа художника, запрошеного у замок родиною Салуццо на початку XV століття. Схоже, що до маєтку він прибув вже цілком сформованим і вправним майстром. Про це свідчить реалістичність деталей у зображеннях дерев і трав, гербів дворянських родин тощо. Фігури зображено в повний зріст, всі обличчя зберігають індивідуальність, яка вказує на певний ступінь портретності. Надзвичайно уважно відтворені складні деталі жіночого одягу та капелюшки. 
Фрески мають більш святковий і світський характер у порівнянні з аналогічними, що були виконані в залах вілли Кастельнуово (нині перенесені в Археологічний музей Канавезе, Італія). Лицарі на фресках з Кастельнуово, навпаки, зображені в металевих обладунках на фортечних мурах, в атмосфері очікування бою. У зображеннях цих героїчних постатей відсутні світськість чи натяки на куртуазність. Вважається на це вплинув твір «Мандрівський лицар» Томазо
Анонімного автора фрескового циклу умовно назвали «Майстром замку делла-Манта». Серед запропонованих імен художника є і Жак Іверні, і Джакомо Джакеріо, і Жан Бапте. Цілком можливо, що фрески — це роботи Жак Іверні, який працював у цьму регіоні протягом 1411-1435 рр.

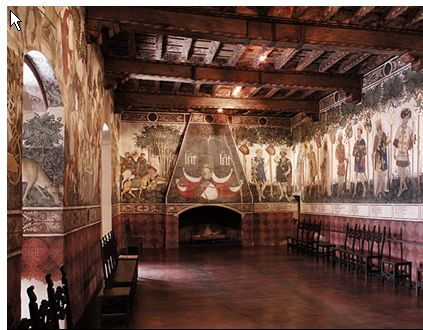
Баронська зала, загальний вигляд. Цикл фресок «Дев'ять героїв-лицарів і дев'ять уславлених жінок минулого»

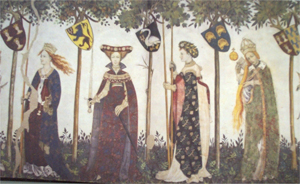
«Дев'ять уславлених жінок минулого», фрагмент фресок в замку делла-Манта
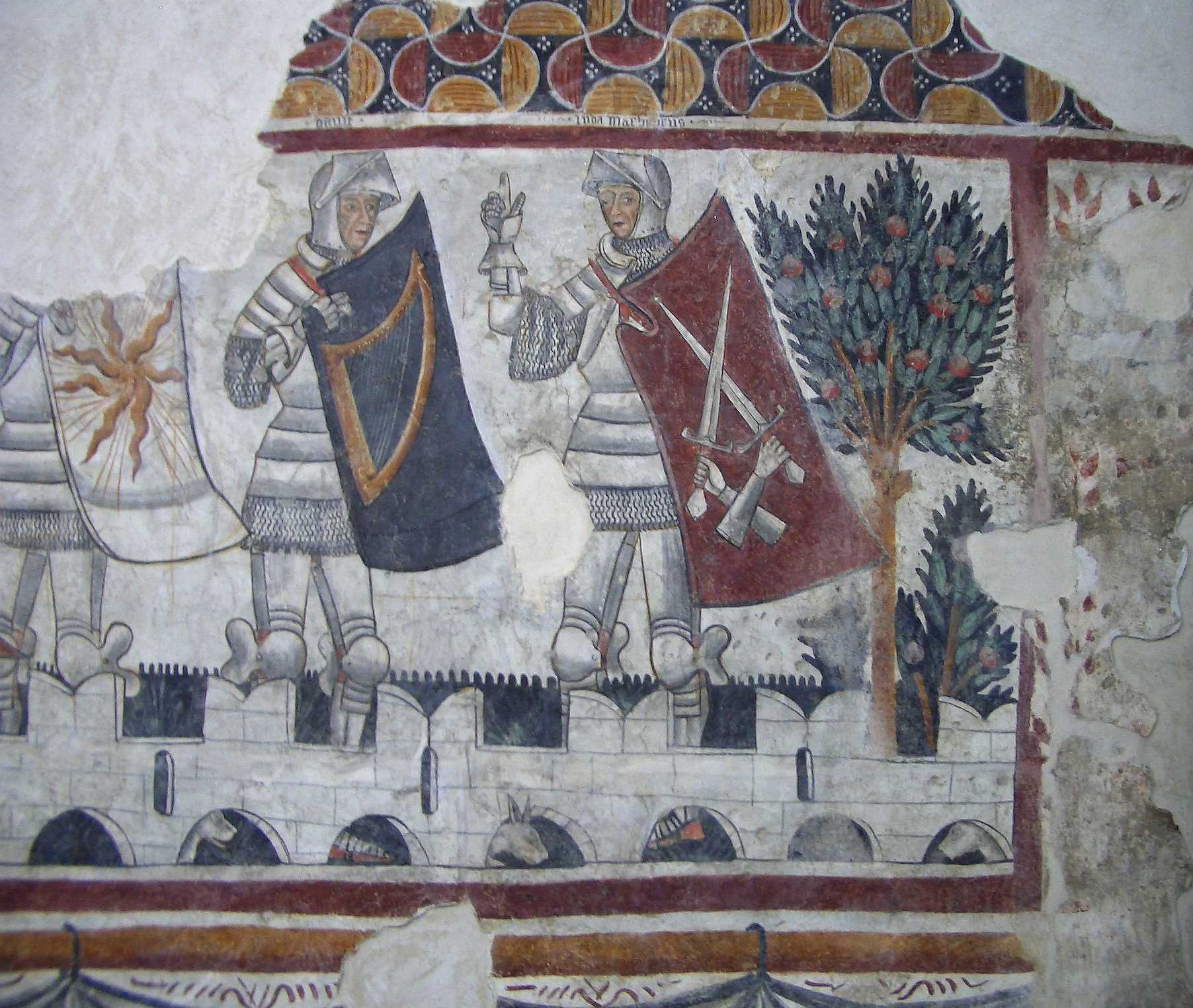
«Дев'ять героїв-лицарів», залишки фресок з віллі Кастельнуово, Археологичний музей Канавезе, Італія

## Дев'ять героїв-лицарів і дев'ять уславлених жінок минулого

Майстер замку делла-Манта. «Герої лицарі минулого», бл. 1420 р.

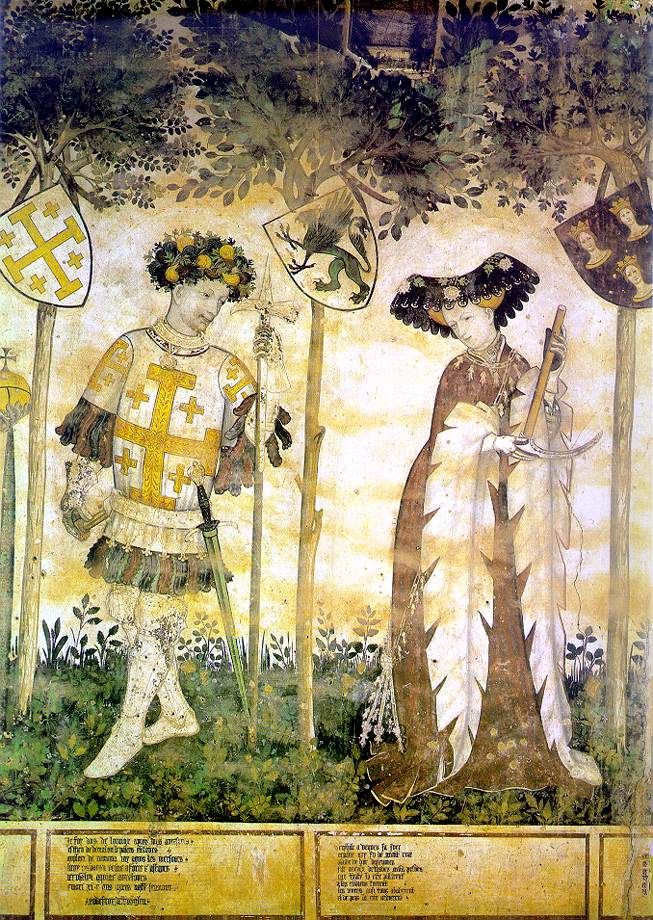
Жак Іверні (?). Фрагмент фрески «Дев'ять героїв і дев'ять славетних жінок минулого», до 1420 р., замок делла-Манта, Південний П'ємонт, Італія.

До дев'яти героїв-лицарів літературна традиція середньовіччя в Західній Європі зарахувала:
- Царевича Гектора;
- Александра Македонського;
- Імператора Цезаря;
- Ісуса Навина;
- біблійного царя Давида;
- біблійного Юду Макавея;
- короля Артура;
- Карла Великого;
- Готфріда Бульйонського.

На початку XIV століття всі ці постаті були легендарними, а їх образи неодноразово використовувалися як приклад героя-лицаря.
Більш умовним і міфічним можна вважати перелік славетних жінок минулого, постатей яких обрали також дев'ять. Однак їх, вочевидь, обрали не через внесок в історію, а з міркувань симетрії з відповідними чоловічими образами. 
До переліку увійшли:
- донька царя Аргоса Дельфіла (Дейфіла);
- міфічна німфа надзвичайної краси Сінопа, що відмовила в коханні самому Зевсу;
- цариця амазонок Іпполіта;
- вавилонська цариця Семираміда;
- цариця амазонок Ефіопа;
- цариця амазонок Лампето;
- міфічна поетеса і співачка Таміра, що змагалась з самими музами;
- Теука;
- цариця амазонок Пентесілея.

Персонажі фресок Баронської зали замку Манта були художнім уособленнями цих героїв і славетних жінок. Всіх їх зображено на тлі саду, гілки дерева якого прикрашені гербами дворянських родин. Зображений статичний епізод є своєрідним посиланням на міф про джерело вічної молодості, легендарних персонажів фрески зображено молодими, привабливими, в розкішних шатах та елегантних позах. Дослідники вважають, що художник таким чином натякав на вельможних замовників і їх родичів, володарів замку Манта і навколишніх земель.
Цикл фресок став найкращим зразком готичного живопису початку XV століття в цьому регіоні. Окрім вагомого художнього значення, цикл фресок зберігся до XXI століття майже у цілому вигляді і без ушкоджень.

## Зала з гротесками
Одним із збережених парадних приміщень замку Манта є так звана Зала з гротесками, замовником якої був маркіз Мікеле Антоніо. Декорована на стелі і стінах зала була створена в XVI столітті в стилістиці маньєризму близько 1560 року. На фресках зображені пейзажі та руїни, характерні тій добі. На стилістику і тематику монументального живопису зали вплинули стилі виконання античних фресок у Золотому будинку імператора Нерона.

## Вибрані фото

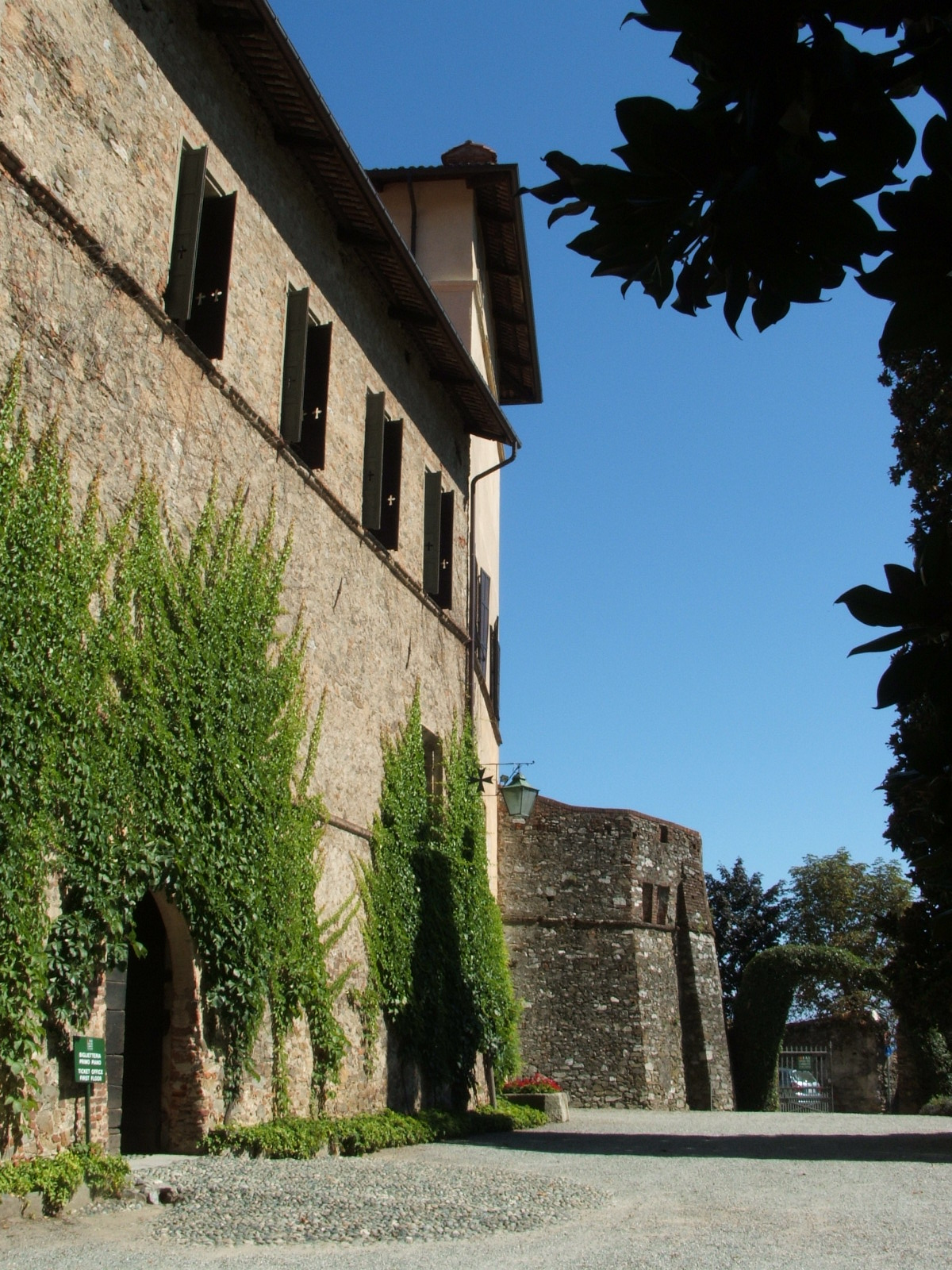
Фасад палацового корпусу
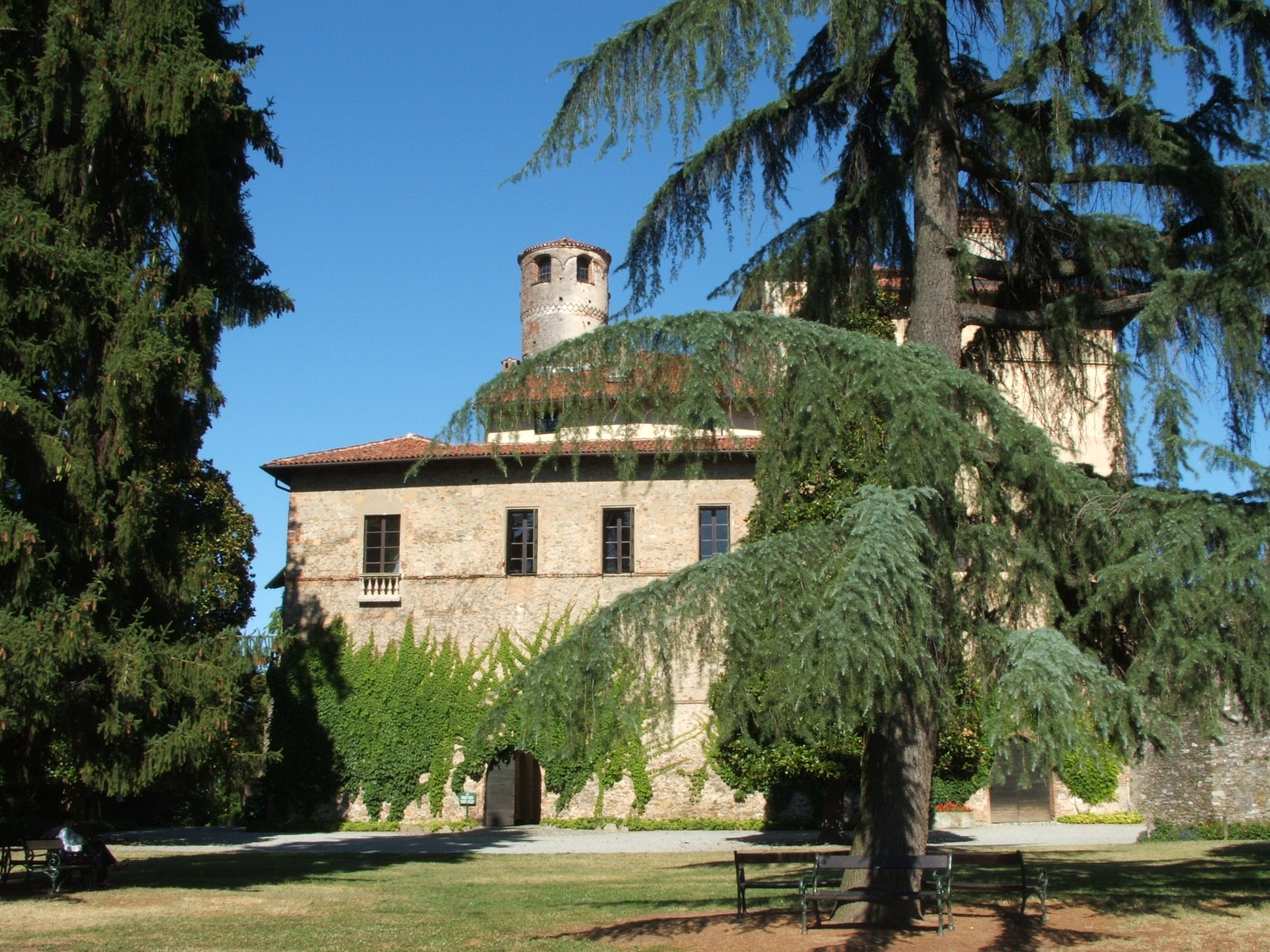
Сучасний сад біля замку
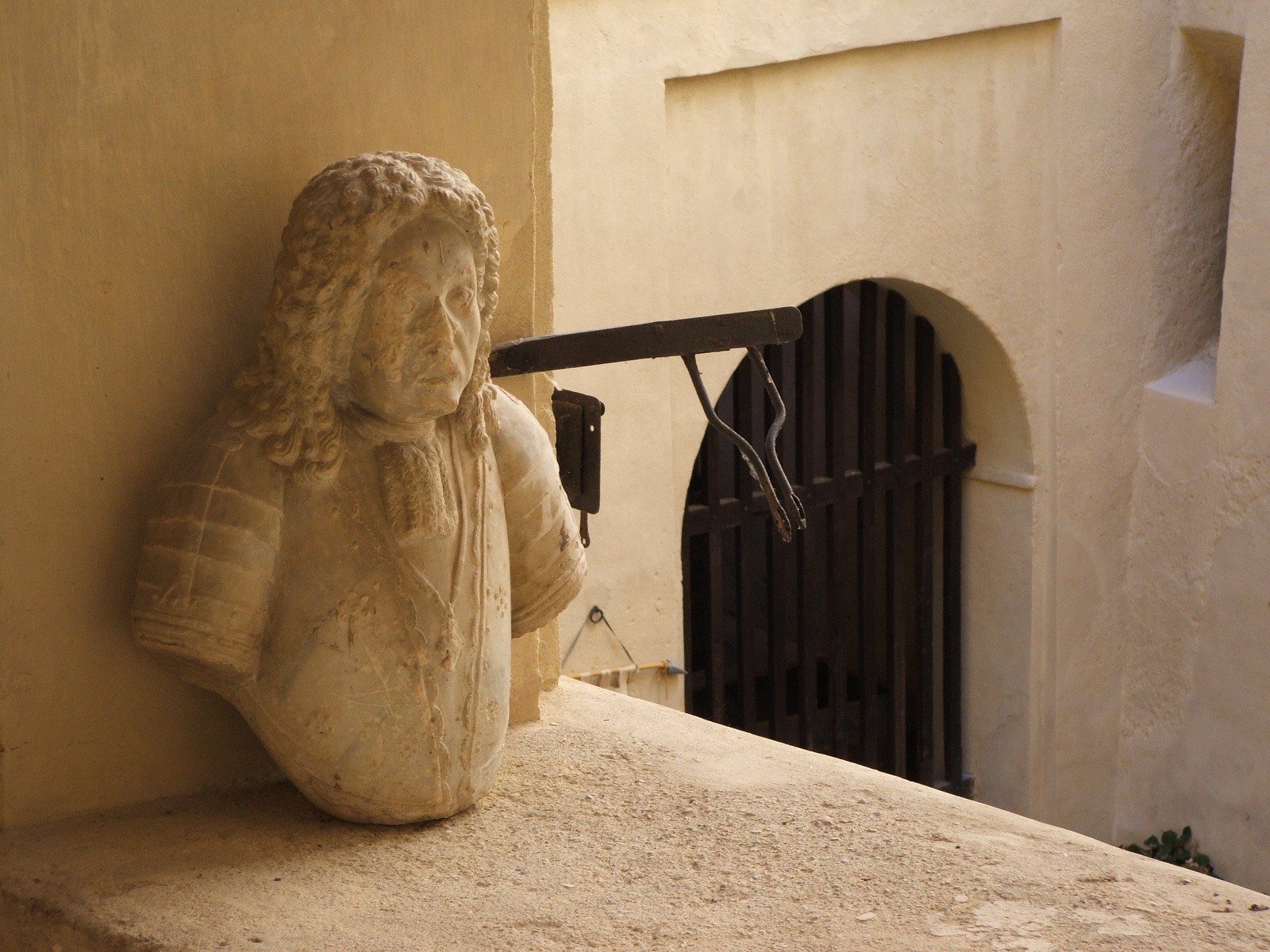
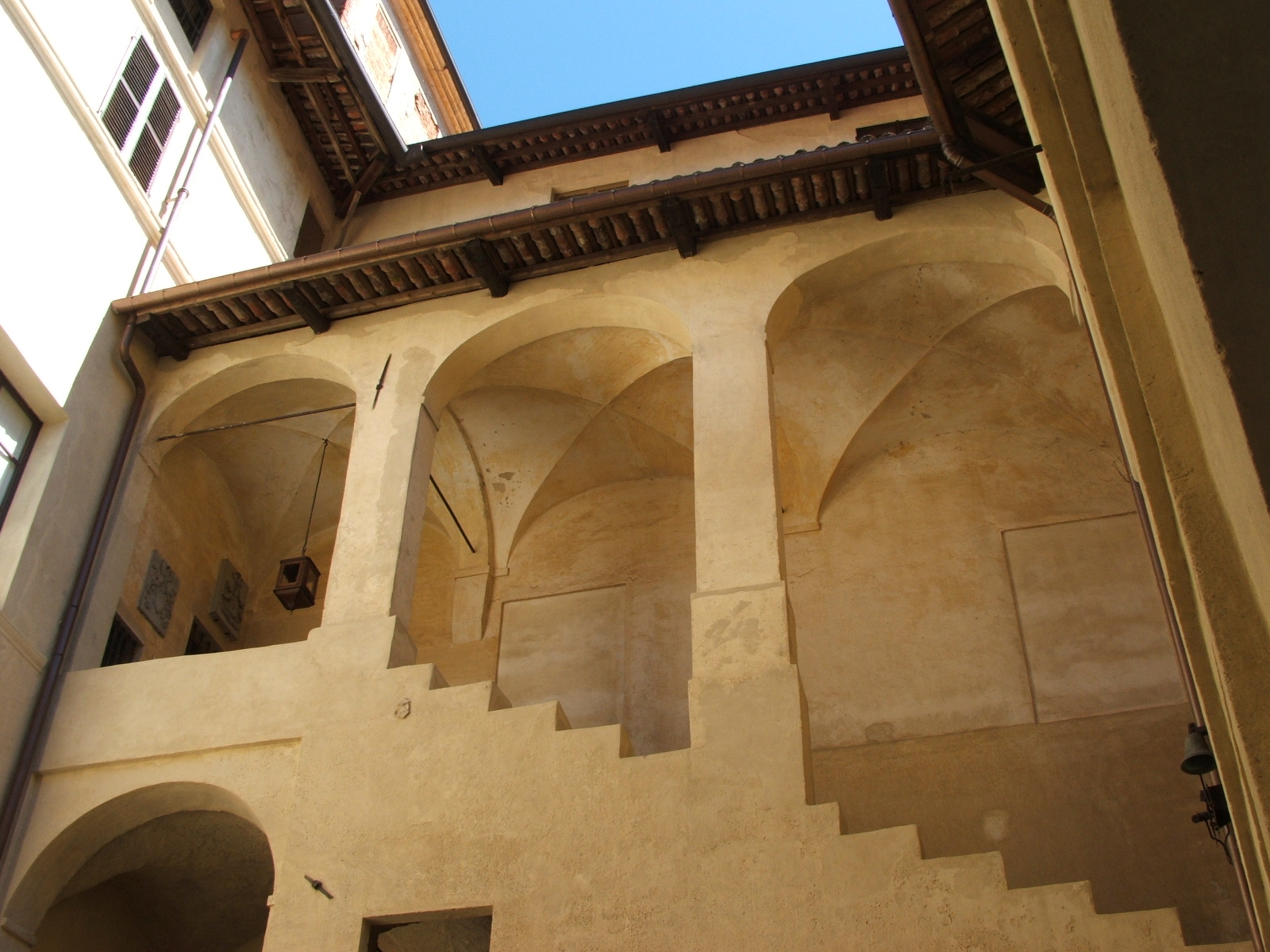
Сходова клітка на другий поверх
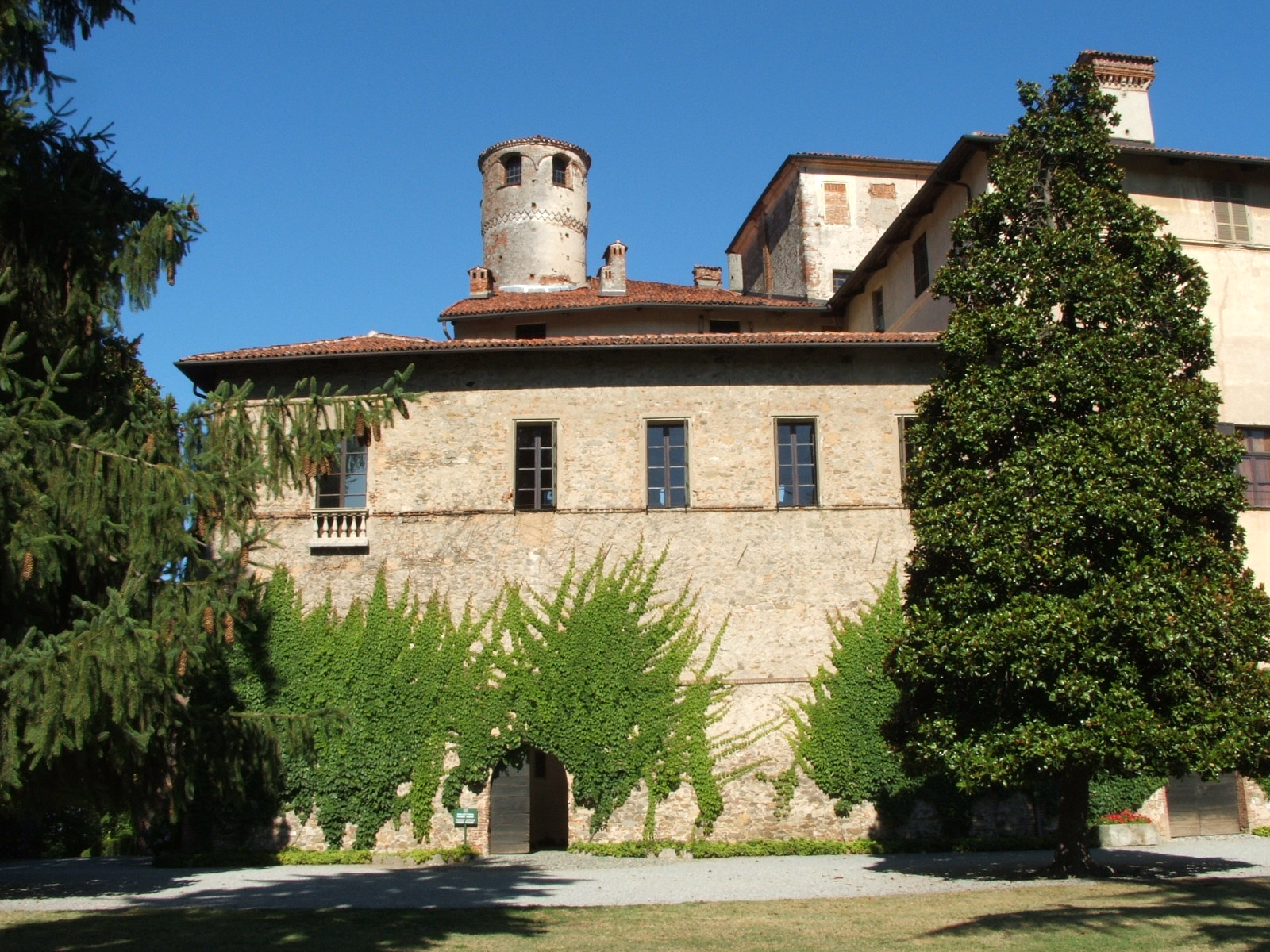
Шлях до замку